# Scrobipalpa ergasima
Scrobipalpa ergasima is een vlinder uit de familie tastermotten (Gelechiidae). De wetenschappelijke naam is voor het eerst geldig gepubliceerd in 1916 door Meyrick.
De soort komt voor in Europa.